# ベルナール・ブランカン
ベルナール・ブランカン（Bernard Blancan、1958年9月9日 - ）は、フランスの俳優。バイヨンヌ出身。

## 主な出演作品
- フレンチ・コネクション 史上最強の麻薬戦争
- 猟犬たちの夜　そして復讐という名の牙
- クロス・ファイヤー
- デイズ・オブ・グローリー
- 熟れた本能